# Szczecinski tramvaj
Szczecinski tramvaj je javno prevozno električno sredstvo, namenjeno prevozu potnikov po Szczecinu na Poljskem. Szczecin je dobil prvi tramvaj 23. avgusta 1879 – to je bil tramvaj na konjsko vprego. Prva proga električnega tramvaja v Szczecinu je bila odprta 1896. 

## Tramvajsko omrežje leta 2024
|  | Proga |
|  | --- |
|  | Osiedle Zawadzkiego ↔ Potulicka Szafera – Wojska Polskiego – Piłsudskiego – Matejki – Plac Żołnierza Polskiego – Niepodległości – 3 Maja – Narutowicza – Potulicka                                                                    |
|  | Dworzec Niebuszewo ↔ Turkusowa Orzeszkowej – Asnyka – Kołłątaja – Wyzwolenia – Niepodległości – Wyszyńskiego – Energetyków – Gdańska – Eskadrowa – Hangarowa – Jaśminowa                                                              |
|  | Osiedle Zawadzkiego ↔ Pomorzany Szafera – Arkońska – Niemierzyńska – Krasińskiego – Wyzwolenia – Niepodległości – Dworcowa – Nowa – Kolumba – Chmielewskiego – Smolańska                                                              |
|  | Osiedle Zawadzkiego ↔ Stocznia Szczecińska Szafera – Sosabowskiego – Żołnierska – Mickiewicza – Bohaterów Warszawy – Jagiellońska – Piastów – Piłsudskiego – Matejki – Malczewskiego – Parkowa – Dubois – Firlika                     |
|  | Gocław ↔ Pomorzany Lipowa – Światowida – Strzałowska – Wiszesława – Dębogórska – Ludowa – Druckiego-Lubeckiego – Stalmacha – Nocznickiego – Firlika – Łady – Jana z Kolna – Nabrzeże Wieleckie – Kolumba – Chmielewskiego – Smolańska |
|  | Osiedle Zawadzkiego ↔ Turkusowa Szafera – Sosabowskiego – Żołnierska – Mickiewicza – Bohaterów Warszawy – Krzywoustego – Plac Zwycięstwa – Wyszyńskiego – Energetyków – Gdańska – Eskadrowa – Hangarowa – Jaśminowa                   |
|  | Gumieńce ↔ Turkusowa Kwiatowa – Ku Słońcu – Sikorskiego – Krzywoustego – Plac Zwycięstwa – Wyszyńskiego – Energetyków – Gdańska – Eskadrowa – Hangarowa – Jaśminowa                                                                   |
|  | Głębokie ↔ Potulicka Wojska Polskiego – Wawrzyniaka – Bohaterów Warszawy – Krzywoustego – Plac Zwycięstwa – Niepodległości – 3 Maja – Narutowicza – Potulicka                                                                         |
|  | (Głębokie ↔) Las Arkoński ↔ Plac Rodła ↔ Gumieńce (Wojska Polskiego – Arkońska –) Niemierzyńska – Krasińskiego – Wyzwolenia – Niepodległości – Plac Zwycięstwa – Krzywoustego – Sikorskiego – Ku Słońcu – Kwiatowa                    |
|  | Ludowa ↔ Pomorzany Ludowa – Druckiego-Lubeckiego – Stalmacha – Nocznickiego – Firlika – Dubois – Parkowa – Malczewskiego – Matejki – Piłsudskiego – Piastów – Powstańców Wielkopolskich – Budziszyńska                                |
|  | Dworzec Niebuszewo ↔ Pomorzany Orzeszkowej – Asnyka – Kołłątaja – Wyzwolenia – Piłsudskiego – Piastów – Powstańców Wielkopolskich – Budziszyńska                                                                                      |

## Vozila
V voznem parku tramvajskega prometa je trenutno 204 tramvaji.
| Proizvajalec      | Model                   | Letnica nakupa | Letnica eksploatacije | Št. vozil |
| ----------------- | ----------------------- | -------------- | --------------------- | --------- |
| Konstal           | 105Ng/2015              | 2000—2001      | 2000—danes            | 12        |
| Konstal           | 105N2k/2000             | 2001, 2007     | 2001–danes            | 20        |
| ČKD Tatra         | KT4DtM                  | 1985–1987      | 2006–danes            | 72        |
| ČKD Tatra         | T6A2D                   | 1988–1991      | 2007–danes            | 48        |
| Modertrans Poznań | Alfa HF09               | 2008           | 2008–danes            | 2         |
| Modertrans Poznań | Alfa HF10AC             | 2011–2013      | 2011–danes            | 12        |
| Modertrans Poznań | Beta MF15AC/25AC/29ACBD | 2014–danes     | 2014–danes            | 10        |
| Pesa              | 120NaS                  | 2010–2011      | 2011–danes            | 6         |
| Pesa              | 120NaS2                 | 2013–2014      | 2013–danes            | 22        |